# Wipe the Windows, Check the Oil, Dollar Gas
| 전문가 평가              | 전문가 평가 |
| 평가 점수                | 평가 점수   |
| 출처                     | 점수        |
| ------------------------ | ----------- |
| Allmusic                 | [ 1 ]       |
| Christgau's Record Guide | B–          |

《Wipe the Windows, Check the Oil, Dollar Gas》는 미국의 록 밴드 올맨 브라더스 밴드의 1976년 더블 라이브 음반이다. 이 음반은 1970년대 중반 인기 있는 밴드의 라인업으로부터 다양한 공연을 수집했는데, 피아니스트 척 리벨과 베이시스트인 라마 윌리엄스가 참여했다. 1973년 그들의 인기 음반에 수록된 곡들은 많은 피처링을 거쳤지만, 그들의 다른 스튜디오 음반들 역시 선곡으로 표현되었다.

## 배경
그룹이 이미 악평에 휩싸인 후에 발매된 이 음반은 그 당시 많은 찬사와 관심을 끌지 못했다. 이 밴드는 선곡을 좋아하지 않았고, 음반의 사운드 믹싱도 형편없었으며, 포장도 수준 미달이었으며, 음반 또한 일반적으로 역대 최고의 라이브 음반 중 하나로 여겨지는 1971년 《At Fillmore East》와 비교할 수밖에 없었다.
그럼에도 불구하고, 1973년의 〈Southbound〉와 같은 일부 공연들은 강하며, 1975년의 〈Can't Lose What You Never Had〉의 에너지 넘치는 리허설은 왜 그것이 그 해의 우승, 패배 또는 추첨에서 프로그레시브 록 라디오 방송을 즐겼는지를 보여주었다. 1972년 12월 31일, 밤 공연 〈Ain't Wastin' Time No More〉는 원래 이 밴드가 듀안 올맨을 잃고, 얼마 지나지 않아 녹음된 곡으로, 이 밴드가 베리 오클리를 잃은 직후 연주되고 있는 곡으로, 이 그룹의 비통함과 결의가 뒤섞인 모습을 보여주었다.
발매 수십 년 후, 리벨과 드러머 자이 조하니 조한슨 모두 이 음반에 대해 좋게 말했고, 이전에 발표되지 않은 곡들과 그 당시 밴드를 둘러싼 문제점에도 불구하고, 이 음반에서 많은 훌륭한 연주가 있었다고 말했다. 조한슨은 "그것은 엄청난 녹음이고 저는 우리가 척과 라마의 시대를 포착해서 기쁩니다. 오래가지 못했습니다."
이 음반의 제목은 척 베리의 〈Too Much Monkey Business〉에서 따왔다. 음반 커버 아트는 짐 에번스가 그렸다.

## 곡 목록
| #  | 제목                            | 작사·작곡   | 재생 시간 |
| -- | ------------------------------- | ----------- | --------- |
| 1. | 〈Introduction by Bill Graham〉 |             | 1:05      |
| 2. | 〈Wasted Words〉                | 그레그 올맨 | 5:10      |
| 3. | 〈Southbound〉                  | 디키 베츠   | 6:03      |
| 4. | 〈Ramblin' Man〉                | 베츠        | 7:09      |

| #  | 제목                            | 작사·작곡 | 재생 시간 |
| -- | ------------------------------- | --------- | --------- |
| 1. | 〈In Memory of Elizabeth Reed〉 | 베츠      | 17:19     |

| #  | 제목                              | 작사·작곡   | 재생 시간 |
| -- | --------------------------------- | ----------- | --------- |
| 1. | 〈Ain't Wastin' Time No More〉    | 올맨        | 5:41      |
| 2. | 〈Come and Go Blues〉             | 올맨        | 5:05      |
| 3. | 〈Can't Lose What You Never Had〉 | 머디 워터스 | 6:43      |

| #  | 제목                          | 작사·작곡                  | 재생 시간 |
| -- | ----------------------------- | -------------------------- | --------- |
| 1. | 〈Don't Want You No More〉    | 스펜서 데이비스, 에디 하딘 | 2:48      |
| 2. | 〈It's Not My Cross to Bear〉 | 올맨                       | 5:23      |
| 3. | 〈Jessica〉                   | 베츠                       | 9:05      |